# Vergo Retail
Vergo Retail Ltd was een warenhuisbedrijf gevestigd in Liverpool, Engeland, opgericht in 2007. Vergo Retail had 20 winkels, waaronder negen warenhuizen, waaronder Lewis's of Liverpool, Robbs of Hexham, Joplings of Sunderland en Derrys of Plymouth en vier andere in Essex, Suffolk en Norfolk; vier Homemaker-winkels in Devon, vier woon- en modewinkels in Essex en Suffolk; twee woonwinkels in Essex en een juwelierszaak in Colchester. In 2010 ging de onderneming failliet. 

## Geschiedenis
Vergo Retail werd in mei 2007 opgericht om Lewis's, Robbs en Joplings over te nemen van Owen Owen Ltd, dat failliet was. Het bedrijf was eigendom van David Thompson, de eigenaar van Owen Owen en voormalig directeur van Mothercare, Habitat en British Home Stores, en later directeur en aandeelhouder van MK One, dat in 2004 werd verkocht voor £ 55 miljoen.
In 2009 ging Vergo Retail een nieuwe groeifase in, met de overname van de warenhuisactiviteiten van twee coöperatieve vennootschappen. Als eerste kwam Plymouth and South West Co-operative Society (Plymco) in februari 2009 overeen om zijn non-foodactiviteiten aan Vergo te verkopen. Deze bestonden uit warenhuis Derrys in Plymouth en vier Homemaker-winkels in Devon en Cornwall. Vergo Retail nam op 15 maart 2009 de controle over deze winkels over. Daarna werd op 16 juni 2009 aangekondigd dat Vergo Retail de warenhuizen van de East of England Co-operative Society op locaties in Norfolk, Suffolk en Essex zou overnemen, waarbij de 350 medewerkers hun baan zouden behouden.
Warenhuizen in Norwich, Ipswich, Great Yarmouth, Clacton-on-Sea en Colchester werden samen met zes gespecialiseerde woonwinkels en een juwelierszaak nop 4 juli 2009 overgedragen aan Vergo Retail, waarbij de East of England Co-operative Society het vastgoed behield.

### Neergang en faillissement
Op 22 januari 2010 werd aangekondigd dat Lewis's of Liverpool tegen juni 2010 zou sluiten, aangezien het huurcontract van verhuurder Merepark afliep en het niet kon worden verlengd vanwege een geplande herontwikkeling van het gebouw. Als gevolg hiervan werd een opheffingsuitverkoop gehouden om ongeveer £ 5 miljoen aan voorraad en de complete inventaris te verkopen. Het hoofdkantoor van Vergo Retail, dat ook in het pand aan Renshaw Street was gevestigd, zou nog korte tijd van daaruit blijven werken totdat de alternatieve huisvesting beschikbaar was.

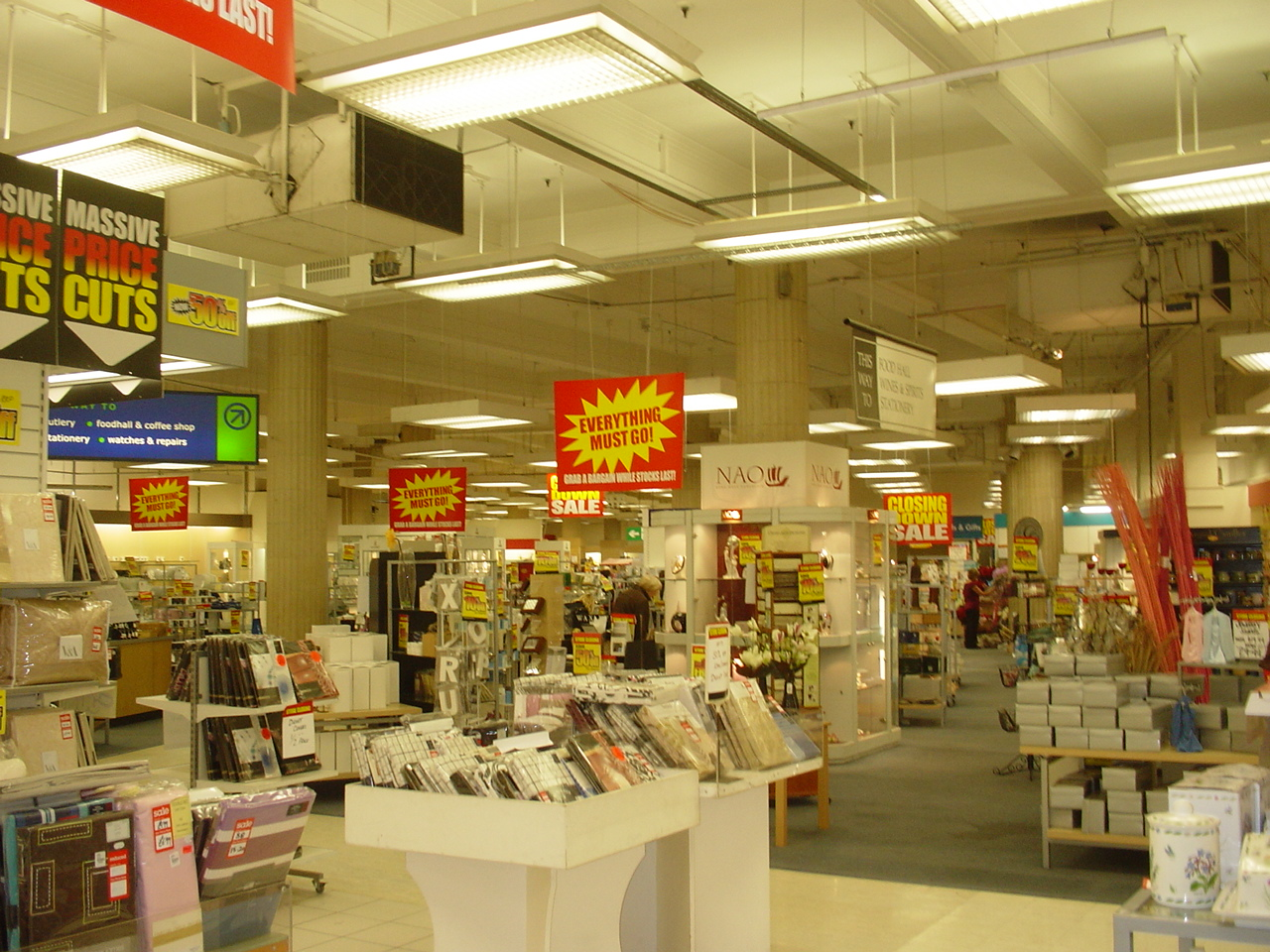
Opheffingsuitverkoop bij Lewis's

Op 7 mei 2010 werd Vergo Retail onder bewind gesteld, waarbij MCR als bewindvoerder was aangesteld. Vanaf 11 mei 2010 werden 335 medewerkers ontslagen en werd aangekondigd dat er in de daaropvolgende vier weken tien winkelsluitingen zouden zijn, tenzij er een koper werd gevonden. Dit waren Lewis's of Liverpool (reeds gepland voor sluiting), Robbs of Hexham, Joplings of Sunderland, Derry's of Plymouth, de Fashion, Home & More!- winkels in Witham, Clacton-on-Sea, Stowmarket en Dovercourt, het warenhuis in Norwich en The Jewellery Store in Colchester. Hierdoor bleven tien winkels open, namelijk de Homemaker-winkels in Kingsteignton, Launceston, Exmouth en Cothill (Plymouth); de Vergo at Home-winkels in Stanway (Colchester) en Clacton-on-Sea; de Fashion Home & More! winkel in Felixstowe en de warenhuizen in Ipswich, Great Yarmouth en Colchester. 
Op 21 mei 2010 gaf Beales formeel te kennen interesse te hebben in Robbs of Hexham en vroegen de curatoren aan de gebouweigenaar en de gemeente om 10 weken af te zien van huur en belastingen, zodat het warenhuis in bedrijf op de markt kon worden gebracht.
Op 25 mei 2010 begon de opheffingsuitverkoop bij alle winkels, die beheerd werden door Hilco en dat Lewis's zou sluiten op zaterdag 29 mei. Op dat moment was de Dovercourt-winkel gesloten en waren 341 medewerkers binnen het hele bedrijf ontslagen. De bewindvoerders onderhandelden verder met verschillende potentiële kopers, die in delen van de onderneming geïnteresseerd waren. Deze verkopen moesten ervoor zorgen dat er voldoende liquide middelen waren om de onderneming op korte termijn te financieren. Een van deze partijen was Chris Dawson, eigenaar van The Range, die zei: "Ik ben geïnteresseerd in een paar winkels, delen van de groep en de hele voorraad." Tony Brown, CEO van Beales, bevestigde dat hij nog steeds geïnteresseerd was in Robbs en Beales verwierf Robbs op 4 juni voor £ 250.000. Op 26 juni 2010 waren er nog maar vier winkels open, en deze sloten binnen een week. Zowel de East of England Co-operative Society als de Co-operative Group boden hun voormalige werknemers compensatiepakketten aan, hoewel ze hiertoe niet wettelijk verplicht waren. In januari 2011 werd Metis Partners aangesteld om de merkrechten en de gerelateerde domeinnamen, waaronder Derrys, Joplings, Lewis en Owen Owen te verkopen.
Het bedrijf werd in augustus 2014 ontbonden.

## Winkels
Op het hoogtepunt waren er twintig Vergo-winkels, verdeeld over vijf divisies.
| Winkelnaam             | Type                       |
| ---------------------- | -------------------------- |
| Derrys of Plymouth     | Warenhuis                  |
| Joplings of Sunderland | Warenhuis                  |
| Lewis's of Liverpool   | Warenhuis                  |
| Robbs of Hexham        | Warenhuis                  |
| Colchester             | Warenhuis                  |
| Great Yarmouth         | Warenhuis                  |
| Ipswich                | Warenhuis                  |
| Norwich                | Warenhuis                  |
| Clacton-on-Sea         | Vergo Fashion Home & More! |
| Dovercourt             | Vergo Fashion Home & More! |
| Felixstowe             | Vergo Fashion Home & More! |
| Stowmarkt              | Vergo Fashion Home & More! |
| Witham                 | Vergo Fashion Home & More! |
| Cothill (Plymouth)     | Homemaker                  |
| Exmouth                | Homemaker                  |
| Kingsteignton          | Homemaker                  |
| Launceston             | Homemaker                  |
| Clacton-on-Sea         | Homemaker                  |
| Stanway (Colchester)   | Homemaker                  |
| Colchester             | The Jewellery Store        |